# قلعه نوفرست
قلعه نوفرست مربوط به سدهٔ ۳ و ۴ ه.ق تا دوره صفوی است و در شهرستان بیرجند، بخش مرکزی، روستای نوفرست واقع شده و این اثر در تاریخ ۱۰ خرداد ۱۳۸۲ با شمارهٔ ثبت ۸۹۳۹ به‌عنوان یکی از آثار ملی ایران به ثبت رسیده است.